# 고생태학
고생태학(Paleoecology)은 유기체 간의 상호 작용 및 지질학적 시간 척도에 걸친 유기체와 환경 간의 상호 작용에 대한 연구이다. 하나의 학문으로서 고생태학은 고생물학, 생태학, 기후학 및 생물학을 포함한 다양한 분야와 상호 작용하고 이에 의존하며 정보를 제공한다.
고생태학자들은 1700년대와 1800년대에 고생물학이 탄생한 이래로 고생태학 연구를 수행했지만 고생물학은 1950년대 고생물학 분야에서 등장했다. 찰스 다윈과 알렉산더 폰 훔볼트의 이론적 접근 방식과 화석을 찾는 조사적 접근 방식을 결합한 고생태학은 고생물학자들이 자신들이 발견한 고대 유기체와 자신들이 살았던 재건된 환경을 조사하기 시작하면서 시작되었다. 과거 해양 및 육상 공동체의 시각적 묘사는 고생태학의 초기 형태로 간주되었다. "고생태학"(paleo-ecology)이라는 용어는 1916년 프레더릭 클레먼츠에 의해 만들어졌다.

## 같이 보기
- 화분학